# Ferrovia Parigi-Brest
La ferrovia Parigi-Brest (in francese Ligne de Paris-Montparnasse à Brest) è un'importante linea ferroviaria posta nel nord-ovest della Francia. Servendo importanti città, quali Parigi, Le Mans, Rennes e Brest.

## Storia
La ferrovia è stata aperta a tratte dal 1840 al 1865.
La linea fu elettrificata in corrente continua a 1500 V, tra Parigi e Mans, e 25 kV – 50 Hz, tra Mans e Brest, tra il 1937 al 1989.

## Percorso
La ferrovia lascia Parigi Montparnasse in direzione sud-ovest per i primi 3 km, e gira a ovest a Malakoff, costeggiando i quartieri meridionali della città di Versailles. Gira di nuovo a sud-ovest fino a Maintenon, dove inizia a seguire il fiume Eure a monte, passando per Chartres. A La Loupe, lascia la valle dell'Eure in direzione sud-ovest fino a entrare nella valle dell'Huisne a Condé-sur-Huisne. Segue l'Huisne a valle fino a Le Mans, dove gira a nord-ovest. A Sillé-le-Guillaume vira verso ovest, attraversando il fiume Mayenne a Laval.
Dopo Vitré, segue il fiume Vilaine a valle fino a Rennes. Prosegue all'incirca verso nord-ovest fino a Lamballe, dove vira a ovest. Poco prima di Saint-Brieuc (a Yffiniac), tocca quasi la costa della Manica. Prosegue verso ovest passando per Guingamp e Morlaix fino a raggiungere il capolinea di Brest, in una baia dell'Oceano Atlantico.
I treni ad alta velocità TGV con destinazione Le Mans e più a ovest utilizzano la LGV Atlantique tra Parigi e Connerré (20 km a est di Le Mans) invece della linea vecchia.
| Unknown route-map component "exKBHFa" |

| Unknown route-map component "KBHFxa" |

| Unknown route-map component "exCONTgq" | Unknown route-map component "eKRZoxr" | Unknown route-map component "exCONTfq" |

|  |  | Unknown route-map component "ABZgl" | Unknown route-map component "ABZq+r" | Unknown route-map component "CONTfq" |

|  | Straight track | Non-passenger end station |

| Station on track |

| Station on track |

| Unknown route-map component "hSTRa@g" |

| Unknown route-map component "CONTgq" | Unknown route-map component "hKRZe" | Unknown route-map component "CONTfq" |

| Stop on track |

| Stop on track |

| Station on track |

| Stop on track |

|  | Unknown route-map component "ABZg+l" | Unknown route-map component "CONTfq" |

| Station on track |

| Unknown route-map component "CONTgq" | Unknown route-map component "ABZg+r" |  |

| Unknown route-map component "CONTgq" | Unknown route-map component "ABZgr" |  |

|  | Unknown route-map component "ABZg+l" | Unknown route-map component "CONTfq" |

| Station on track |

| Unknown route-map component "exCONTgq" | Unknown route-map component "eABZgr" |  |

| Station on track |

| Unknown route-map component "CONTgq" | Junction both to and from right |  |

| Station on track |

| Station on track |

| Station on track |

| Stop on track |

| Stop on track |

| Stop on track |

| Station on track |

| Stop on track |

| Stop on track |

| Unknown route-map component "exCONTgq" | Unknown route-map component "eABZg+r" |  |

| Station on track |

| Unknown route-map component "hKRZWae" |

|  | Unknown route-map component "eABZgl" | Unknown route-map component "exCONTfq" |

| Stop on track |

| Stop on track |

| Stop on track |

| Unknown route-map component "hKRZWae" |

|  | Unknown route-map component "eABZg+l" | Unknown route-map component "exCONTfq" |

| Station on track |

|  | Unknown route-map component "STR+l" | Unknown route-map component "ABZgr" |  |  |

| Unknown route-map component "CONTgq" | Unknown route-map component "ABZgr+xr" | Straight track |  |  |

| One way leftward | Unknown route-map component "KRZu" | Unknown route-map component "CONTfq" |

|  | Unknown route-map component "ABZgl" | Unknown route-map component "CONTfq" |

| Stop on track |

| Stop on track |

| Unknown route-map component "CONTgq" | Unknown route-map component "ABZgr" |  |

| Stop on track |

| Unknown route-map component "hKRZWae" |

| Stop on track |

| Unknown route-map component "CONTgq" | Unknown route-map component "ABZg+r" |  |

| Station on track |

|  | Unknown route-map component "eABZgl" | Unknown route-map component "exCONTfq" |

| Unknown route-map component "CONTgq" | Unknown route-map component "ABZgr" |  |

| Stop on track |

| Unknown route-map component "exCONTgq" | Unknown route-map component "eABZg+r" |  |

| Stop on track |

| Unknown route-map component "hKRZWae" |

| Station on track |

|  | Unknown route-map component "eABZgl" | Unknown route-map component "exCONTfq" |

| Unknown route-map component "CONTgq" | Unknown route-map component "ABZgr" |  |

| Stop on track |

| Unknown route-map component "CONTgq" | Unknown route-map component "ABZgr" |  |

| Station on track |

| Stop on track |

| Unknown route-map component "exCONTgq" | Unknown route-map component "eABZg+r" |  |

| Unknown route-map component "CONTgq" | Unknown route-map component "ABZgr" |  |

| Station on track |

|  | Unknown route-map component "eABZgl" | Unknown route-map component "exCONTfq" |

|  | Unknown route-map component "STR+l" | Unknown route-map component "ABZgr" | Unknown route-map component "STR+l" | Unknown route-map component "CONTfq" |

| Unknown route-map component "CONTgq" | Unknown route-map component "ABZqr" | Unknown route-map component "KRZu" | Unknown route-map component "ABZgr" |  |

|  | Unknown route-map component "ABZg+l" | One way rightward |

| Unknown route-map component "hKRZWae" |

| Stop on track |

| Stop on track |

|  | Unknown route-map component "ABZg+l" | Unknown route-map component "CONTfq" |

| Stop on track |

| Unknown route-map component "eBHF" |

| Unknown route-map component "hKRZWae" |

|  | Junction both to and from left | Unknown route-map component "CONTfq" |

| Station on track |

| Unknown route-map component "hKRZWae" |

|  | Junction both to and from left | Unknown route-map component "CONTfq" |

| Unknown route-map component "STR+GRZq" |

| Unknown route-map component "CONTgq" | Unknown route-map component "ABZgr" |  |

|  | Unknown route-map component "CONTgq" | Unknown route-map component "KRZuxl" | Unknown route-map component "ABZq+r" | Unknown route-map component "CONTfq" |

|  | Unknown route-map component "eBHF" | Straight track |

|  | Unknown route-map component "ABZg+l" | One way rightward |

| Stop on track |

| Stop on track |

| Stop on track |

| Unknown route-map component "exCONTgq" | Unknown route-map component "eABZg+r" |  |

| Station on track |

|  | Unknown route-map component "eABZgl" | Unknown route-map component "exCONTfq" |

| Stop on track |

| Unknown route-map component "CONTgq" | Unknown route-map component "ABZg+r" |  |

| Stop on track |

| Unknown route-map component "hKRZWae" |

| Stop on track |

| Unknown route-map component "CONTgq" | Unknown route-map component "ABZgr" |  |

| Unknown route-map component "hKRZWae" |

| Station on track |

| Stop on track |

| Unknown route-map component "CONTgq" | Unknown route-map component "ABZg+r" |  |

| Unknown route-map component "eBHF" |

| Stop on track |

| Unknown route-map component "CONTgq" | Unknown route-map component "KRZu+l" | Unknown route-map component "CONTfq" |

|  | Unknown route-map component "eABZg+l" | Unknown route-map component "exCONTfq" |

| Station on track |

| Unknown route-map component "hKRZWae" |

|  | Unknown route-map component "eABZgl" | Unknown route-map component "exCONTfq" |

| Unknown route-map component "CONTgq" | Unknown route-map component "KRZul" | Unknown route-map component "CONTfq" |

| Stop on track |

| Stop on track |

| Stop on track |

|  | Unknown route-map component "ABZgl" | Unknown route-map component "CONTfq" |

| Station on track |

| Unknown route-map component "CONTgq" | Unknown route-map component "ABZgr" |  |

|  | Unknown route-map component "eABZgl" | Unknown route-map component "exCONTfq" |

|  | Unknown route-map component "ABZg+l" | Unknown route-map component "CONTfq" |

| Stop on track |

| Unknown route-map component "hKRZWae" |

| Stop on track |

| Stop on track |

| Stop on track |

| Stop on track |

|  | Unknown route-map component "ABZg+l" | Unknown route-map component "CONTfq" |

|  | Unknown route-map component "ABZg+l" | Unknown route-map component "CONTfq" |

| Station on track |

|  | Unknown route-map component "ABZgl" | Unknown route-map component "CONTfq" |

| Unknown route-map component "hKRZWae" |

| Unknown route-map component "CONTgq" | Unknown route-map component "ABZgr" |  |

| Station on track |

|  | Unknown route-map component "ABZgl" | Unknown route-map component "CONTfq" |

| Stop on track |

| Stop on track |

| Stop on track |

| Unknown route-map component "CONTgq" | Unknown route-map component "ABZgr" |  |

| Station on track |

|  | Unknown route-map component "ABZgl" | Unknown route-map component "CONTfq" |

| Unknown route-map component "exCONTgq" | Unknown route-map component "eABZgr" |  |

| Stop on track |

| Unknown route-map component "hKRZWae" |

| Stop on track |

| Stop on track |

| Stop on track |

| Unknown route-map component "hKRZWae" |

| Stop on track |

| Unknown route-map component "CONTgq" | Unknown route-map component "ABZgr" |  |

| Unknown route-map component "hKRZWae" |

| Unknown route-map component "hKRZWae" |

| Unknown route-map component "CONTgq" | Unknown route-map component "ABZg+r" |  |

| Station on track |

| Stop on track |

| Unknown route-map component "exCONTgq" | Unknown route-map component "eABZg+r" |  |

| Unknown route-map component "hKRZWae" |

| Station on track |

|  | Unknown route-map component "ABZgl" | Unknown route-map component "CONTfq" |

| Unknown route-map component "hKRZWae" |

| Stop on track |

| Stop on track |

| Stop on track |

| Station on track |

| Unknown route-map component "hKRZWae" |

|  |  | Unknown route-map component "ABZgl" | Unknown route-map component "ABZq+rxl" | Unknown route-map component "CONTfq" |

| Unknown route-map component "CONTgq" | Unknown route-map component "KRZo" | One way rightward |

| Unknown route-map component "eHST" |

| Stop on track |

| Unknown route-map component "eHST" |

| Station on track |

| Unknown route-map component "CONTgq" | Unknown route-map component "ABZgr" |  |

| Enter and exit short tunnel |

| Enter and exit short tunnel |

| Stop on track |

| Unknown route-map component "eHST" |

| Unknown route-map component "hKRZWae" |

| Stop on track |

| Unknown route-map component "hSTRae" |

| Station on track |

| Unknown route-map component "CONTgq" | Unknown route-map component "ABZgr" |  |

|  | Unknown route-map component "ABZg+l" | Unknown route-map component "CONTfq" |

| Stop on track |

| Stop on track |

| Unknown route-map component "hKRZWae" |

| Stop on track |

| Station on track |

| Stop on track |

|  | Unknown route-map component "ABZg+l" | Unknown route-map component "CONTfq" |

| Station on track |

| Stop on track |

|  | Unknown route-map component "ABZg+l" | Unknown route-map component "CONTfq" |

| Unknown route-map component "hKRZWae" |

| Stop on track |

| Non-passenger station/depot on track |

|  | Unknown route-map component "KRWgl" | Unknown route-map component "KRW+r" |

|  | End station | Straight track |

|  |  | Straight track |

|  |  | Unknown route-map component "KBSTxe" |

|  |  | Unknown route-map component "exTUNNEL2" |

|  |  | Unknown route-map component "exTUNNEL2" |

|  |  | Unknown route-map component "exTUNNEL2" |

|  |  | Unknown route-map component "exTUNNEL2" |

|  |  | Unknown route-map component "exTUNNEL2" |

|  |  | Unknown route-map component "exTUNNEL2" |

|  |  | Unknown route-map component "exTUNNEL2" |

|  |  | Unknown route-map component "exKBSTe" |